# Dynomeninae
Dynomeninae is een onderfamilie van kreeftachtigen uit de klasse van de Malacostraca (hogere kreeftachtigen).

## Geslachten
- Dynomene Desmarest, 1823
- Hirsutodynomene McLay, 1999